# Cornelis Simon Meijer
Cornelis Simon Meijer (Pieterburen, 17 de agosto de 1904 — 12 de abril de 1974) foi um matemático neerlandês.
Foi professor da Universidade de Groningen. Introduziu a função G de Meijer, uma função geral que inclui diversas das funções matemáticas elementares e avançadas como casos especiais. Ele também introduziu generalizações da transformada de Laplace.